# III Киренаикский легион
III Киренаикский легион (лат. Legio III Cyrenaica) — римский легион, сформированный Лепидом, скорее всего, до 36 года до н. э.
Участвовал в различных кампаниях на востоке Римского государства. Прекратил своё существование в V веке. Эмблема легиона неизвестна.

## История легиона

### Основание

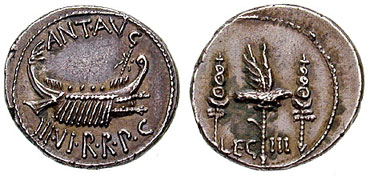
Денарий Марка Антония с упоминанием III Киренаикского легиона

Начальная история этого подразделения остается не до конца выясненной, но вполне вероятно, что оно было основано либо Марком Эмилием Лепидом, либо Марком Антонием, входившими в состав Второго триумвирата, который управлял Римской республикой между 43 и 31 годом до н. э. Это предположение основано на том, что до 36 года до н. э. Лепид правил Киренаикой, а после 36 года до н. э. — Марк Антоний. Тем не менее, также возможно, что легион имеет другое происхождение и получил своё название после 30 года до н. э., когда он, приняв участие в завоевании Египта, на некоторое время стал лагерем в Киренаике.
Есть ещё версия, что легион мог получить прозвище также от Октавиана Августа в честь того, что он вёл в Киренаике какие-то боевые действия, как это случалось с такими вспомогательными подразделениями, как I Киренаикская когорта лузитанов и II Киренаикская когорта испанцев-щитоносцев. Написание названия легиона «Киренаикский» на латинском языке имеет много вариаций; наиболее распространенной является аббревиатура CYR.

### Египет
Первым достоверно известным действием легиона было участие в кампании Октавиана против Египта в 30 году до н. э. Здесь он и остался на почти полтора века, и не удивительно, что солдаты легиона начали почитать египетского бога Амона. Первоначально III Киренаикский легион дислоцировался в Верхнем Египте (предположительно, в Фивах), а отдельные подразделения находились в Беренике. В 26/25 году до н. э. легион, вероятно, принимал участие в неудачной кампании Элия Галла в Аравии на территории современного Йемена. В 25—21 годах до н. э. III Киренаикский легион, предположительно, входил в состав армии префекта Египта Публия Петрония, устроившего две карательные экспедиции против Мероэ, войска которой вторглись в Верхний Египет.
С 7—9 года до приблизительно 35 года III Киренаикский легион делил свой лагерь в пригороде Александрии Никополе с XXII Дейотаровым легионом. Каждым легионом командовал префект из сословия всадников. Многочисленные вексилляции III Киренаикского легиона были размещены по всему Египту, где выполняли разнообразные общественные работы (строительство дорог, колодцев и т. д.), а также следили за работой в карьерах. Подразделения обоих египетских легионов в правление династии Юлиев-Клавдиев построили дорогу от Коптоса до Красного моря. В 38 году в Александрии вспыхнули антисемитские беспорядки. В результате легионам пришлось принимать участие в их подавлении. Вполне возможно, вексилляция III Киренаикского легиона была отправлена в Тонгерен в Бельгике во время правления Калигулы, который, возможно, хотел использовать присоединить её к своей армии для вторжения в Британию.
В 63 году римский полководец Гней Домиций Корбулон напал на парфян в Армении. Среди его войск были также «отборные подразделения из Иллирии и Египта», к которым, возможно, относились и части III Киренаикского легиона. В том же году легион подавлял ещё одно выступление евреев в Александрии. Найденный в Файюме папирус, датируемый третьим годом правления Нерона, именует III Киренаикский легион Клавдиевым.
Во время Первой Иудейской войны XXII Дейотаров и III Киренаикский легионы были использованы против иудейского населения Александрии, где различные этнические и религиозные группы находились в напряженных отношениях. Район дельты Нила, где проживали евреи, был взят в окружение, разграблен и сожжен, несмотря на энергичное сопротивление. В результате было убито 50 тысяч человек прежде чем префект Египта Тиберий Юлий Александр отдал приказ отступить.
Во время гражданской войны 69 года III Киренаикский легион дал клятву верности Веспасиану и отправил в действующую армию Тита в Иудее отряд в тысячу человек под руководством Литерния Фронтона. Это подразделение отличилось во время осады Иерусалима в 70 году. После окончания войны оно вернулось в Египет.

### Аравия Петрейская

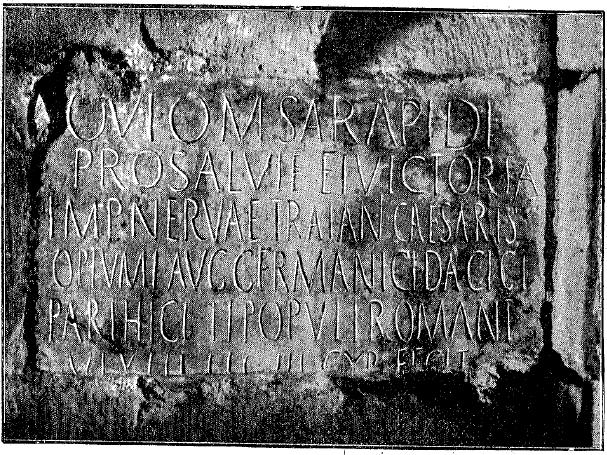
Надпись, относящаяся к 117 году, с упоминанием III Киренаикского легиона

В 106 году Авл Корнелий Пальма Фронтониан аннексировал Набатейское царство, преобразованное в провинцию Аравия Петрейская. По всей видимости, в этом событии принимали участие подразделения III Киренаикского легиона. После присоединения было решено перевести легион целиком в новообразованную провинцию. Это произошло после 107 года или в конце этого года, поскольку 4 августа 107 года легион всё ещё находился в Александрии. Главный лагерь легиона располагался в Бостре. Известно, что вексилляция легиона дислоцировалась в Герасе. Между 111 и 114 годом III Киренаикский легион построил в пограничном районе Via Traiana Nova от Бостры до Айлы на берегу Красного моря. Вдоль дороги было возведено и отремонтировано ряд укреплений, образовавших Арабский лимес. Via Traiana Nova соединила Филадельфию и Бостру с городами Десятиградия. Однако вскоре III Киренаикский легион вернулся обратно в Египет.
В 115 году в Египте и соседней Киренаике началось восстание еврейской диаспоры, однако сил XXII Дейотарова и III Киренаикского легионов было мало, чтобы быстро разгромить мятежников. Вексилляции XXII Дейотарова и III Киренаикского легионов были отправлены в Киренаику, чтобы разобраться с местными бунтовщиками. В конце 116 года прибыл с подкреплением Квинт Марций Турбон и жестоко подавил восстание к концу лета 117 года.
Около 116 года вексилляция III Киренаикского легиона успешно воевала в Иудее, а также принимала участие в парфянском походе Траяна. В 120 году легион был вовлечен в бои против арабских племен. В правление императора Адриана около 125 года III Киренаикский легион был заменен в Египте на II Неустрашимый Траянов легион и, наконец, окончательно осел в Бостре. Между 132 и 136 годом подразделения легиона боролись против евреев, которые восстали под руководством Симона Бар-Кохбы. Во время правления Антонина Пия вексилляции легиона были отправлены в Мавретанию бороться против мавров, а другие части размещены в Хегре. Легион принимал участие в парфянском походе Луция Вера. В 175 году III Киренаикский легион встал на сторону Авидия Кассия, который восстал против Марка Аврелия, но был убит своими офицерами. Может быть, легион участвовал в Маркоманской войне.
Во время гражданской войны после смерти императора Коммода в 192 году, III Киренаикский легион встал на сторону Песценния Нигера. Однако в 194 году Нигер был побежден Септимием Севером, который сразу же вторгся в Месопотамию, чтобы отвоевать её у парфян. Вполне возможно, что III Киренаикский легион принимал участие в этих кампаниях. Он входил и в состав римской армии во время Парфянского похода Каракаллы. В 216 году в Дура-Европос солдатами IV Скифского и III Киренаикского легионов был построен амфитеатр. Участие легиона в Персидском походе Александра Севера считается бесспорным. В результате этой кампании III Киренаикский легион получил прозвище «Александров Северов». В правление Валериана I и Галлиена он получил прозвища «Валерианов» и «Галлиенов».
К 270 году Бостра вошла в сферу влияния Пальмирского царства и III Киренаикский легион воевал с пальмирцами против персов. В конце концов, легион перешёл на сторону официальной римской власти и разграбил Храм Солнца в Пальмире. После того, как пальмирская царица Зенобия потерпела поражение от Аврелиана, III Киренаикский был дополнен IV Марсовым легионом, который разместили вместе с ним в Аравии.
В начале V века III Киренаикский легион последний раз упоминается в источниках. Согласно Notitia Dignitatum, он дислоцировался в Бостре под руководством дукса Аравии.